# Lijst van vulkaanuitbarstingen
Dit is een lijst van grote en/of dodelijke vulkaanuitbarstingen met een vulkanische-explosiviteitsindex (VEI) van 4 of meer VEI en/of meer dan duizend doden.

## Voor het begin van degangbare jaartelling
- 640.000 jaar geleden, Yellowstone, Wyoming, Verenigde Staten, VEI 8
- 73.000 jaar geleden, Toba, Sumatra, Indonesië, VEI 8; grootste vulkaanuitbarsting van de laatste 25 miljoen jaar
- 39.000 jaar geleden, Campi Flegrei, Italië, VEI 7
- 24.500 jaar geleden, Taupo, Nieuw-Zeeland, VEI 8; oruanui-eruptie; recentste uitbarsting met VEI 8
- 22.000 jaar geleden, Aira-caldera, Japan, VEI 7
- Rond 10.930 v.Chr. Laacher See, Duitsland, VEI 6
- Rond 6450 v.Chr. Koerilenmeer,  Kamtsjatka, Rusland, VEI 7
- Rond 5700 v.Chr. Crater Lake, Oregon, Verenigde Staten, VEI 7
- Rond 4350 v.Chr. Kikai, Japan, VEI 7
- Rond 1620 v.Chr. Santorini, Griekenland, VEI 7
- Januari 76 v. Chr. Okmok, Aleoeten, Alaska, VEI 6

## Voor de 17e eeuw
- 79 Vesuvius, Italië, VEI 5; 5000 doden
- 186 Taupo, Nieuw-Zeeland, VEI 7; hatepe-eruptie
- 410-535 Lago de Ilopango, El Salvador, VEI 6
- 934-940 Katla, IJsland, VEI 5; eldgja-eruptie[1]
- 946 Paektusan, Noord-Korea en China, VEI 7; een van de grootste vulkaanuitbarstingen in de afgelopen 10.000 jaar
- 1257 Samalas, Lombok, Indonesië, VEI 7; grootste vulkaanuitbarsting sinds begin van de jaartelling, was verantwoordelijk voor de bijzonder koude en natte zomer van 1258 met misoogsten en hongersnood tot gevolg
- 1452 Kuwae, Vanuatu, VEI 6-7
- 1477 Bárðarbunga, IJsland, VEI 6
- 1563 Água de Pau, Azoren, Portugal, VEI 5
- 1586 Kelud, Java, Indonesië, VEI 5; 10.000 doden

## 17e en 18e eeuw
- 1600 Huaynaputina, Peru, VEI 6; 1500 doden
- 1625 Katla, IJsland, VEI 5
- 1631 Vesuvius, Italië, VEI 5; 4000 doden
- 1641 Mount Parker, Filipijnen, VEI 5
- 1650 Kolumbo, Griekenland, VEI 4
- 1755 Katla, IJsland, VEI 5
- 1783 Laki, IJsland, VEI 4; minstens 10.000 doden door hongersnoden

## 19e eeuw

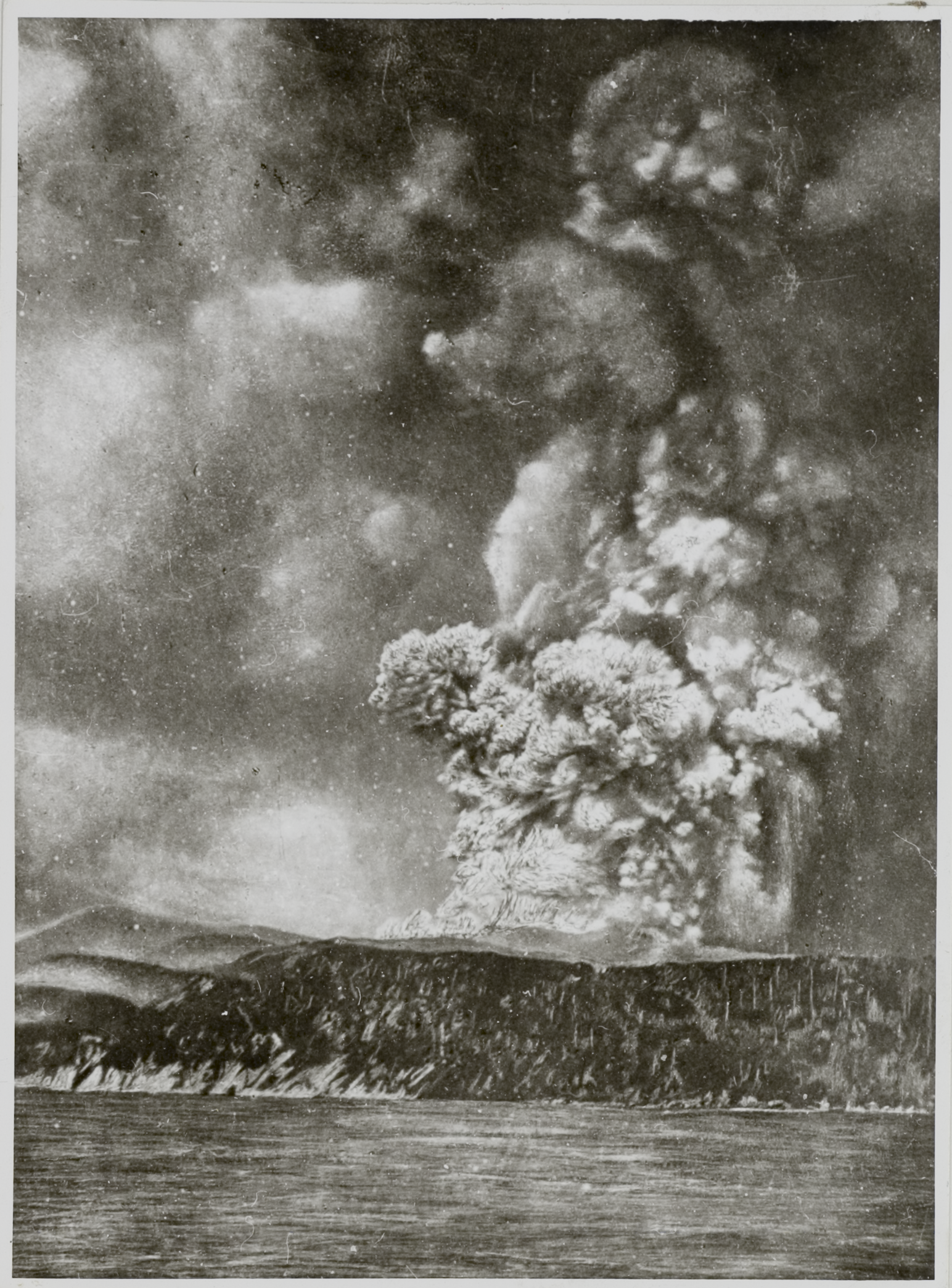
De Krakatau in 1883

- 1815 Tambora,  Sumbawa, Indonesië, VEI 7; recentste uitbarsting met VEI 7, minstens 10.000 directe en zeker 50.000 indirecte doden. Grootste en dodelijkste vulkaanuitbarsting in de moderne geschiedenis, grootste vulkaanuitbarsting in 25.000 jaar. Het volgend jaar (1816) was een jaar zonder zomer.
- 1822 Galunggung, Java, Indonesië, VEI 5; 4000 doden
- 1835 Cosigüina, Nicaragua, VEI 5
- 1845 Nevado del Ruiz, Colombia, VEI 3; 1000 doden door een lahar
- 1854 Sjiveloetsj,  Kamtsjatka, Rusland, VEI 5
- 1856 Awu, Sulawesi, Indonesië, VEI 4; 3000 doden
- 1872 Merapi, Java, Indonesië, VEI 4
- 1875 Askja, IJsland, VEI 5
- 1883  Krakatau, Indonesië, VEI 6

## 20e eeuw

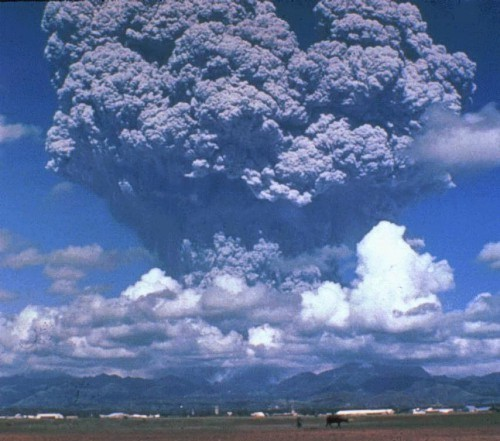
Uitbarsting van de Pinatubo in 1991

- 1902 Mont Pelée, Martinique, VEI 4; 33.000 doden, vulkaanuitbarsting met de meeste doden van de 20e eeuw
- 1902 Santa Maria, Guatemala, VEI 6; 6000 doden
- 1912 Novarupta, Alaska, Verenigde Staten, VEI 6
- 1919 Kelud, Java, Indonesië, VEI 4; 5000 doden
- 1947 Hekla, IJsland, VEI 4
- 1963 Agung, Bali, Indonesië, VEI 5; 1600 doden
- 1963 Surtsey, IJsland, VEI 4
- 1980 Mount Saint Helens, Washington, Verenigde Staten, VEI 5
- 1982 El Chichón, Mexico, VEI 5 - 2000 doden
- 1985 Nevado del Ruiz, Colombia, VEI 3; 23.000 doden door een lahar
- 1991 Pinatubo, Luzon, Filipijnen, VEI 6; 1200 doden; recentste uitbarsting met VEI 6

## 21e eeuw

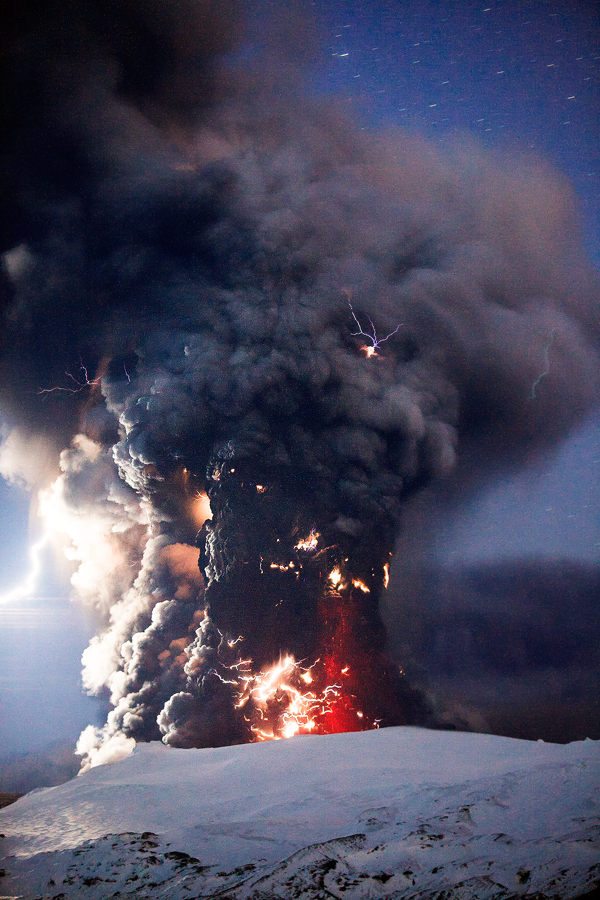
De Eyjafjallajökull in 2010

- 2000 Ulawun, Papoea-Nieuw-Guinea, VEI 4
- 2004 Manam, Papoea-Nieuw-Guinea, VEI 4
- 2008 Chaiten, Chili, VEI 4
- 2009 Sarytsjev, Koerilen, Rusland, VEI 4
- 2010 Eyjafjallajökull, IJsland, VEI 4; vanwege de aswolk werd het luchtverkeer in grote delen van Europa dagenlang stilgelegd
- 2010 Merapi, Java, Indonesië, VEI 4
- 2011 Grímsvötn, IJsland, VEI 4
- 2014 Puyehue-Cordon Caulle, Chili, VEI 5; grootste vulkaanuitbarsting sinds 2000
- 2015 Calbuco, Chili, VEI 4
- 2022 Hunga Tonga-Hunga Haʻapai, Tonga, VEI 5 (voorlopige waarde)
- 2023 Vulkaan Fagradalsfjall op het schiereiland Reykjanes, vlak bij het dorp Grindavík, IJsland, VEI 4